# Karolina Urban
Karolina Urban (ur. 20 października 1998) – polska lekkoatletka specjalizująca się w rzucie dyskiem, ale startująca też w pchnięciu kulą.
W 2017 roku została wicemistrzynią Europy juniorek w rzucie dyskiem.
Czterokrotna medalistka mistrzostw Polski seniorów (brąz – 2019, srebro - 2020, 2021, 2022), reprezentantka Polski w meczach międzypaństwowych i pucharze Europy w rzutach. Ma w dorobku szereg medali z mistrzostw Polski juniorów oraz młodzieżowców.
Rekord życiowy: 59,81 (18 czerwca 2022, Olsztyn).

## Osiągnięcia
| Rok  | Impreza                        | Miejsce   | Konkurencja    | Pozycja              | Wynik |
| ---- | ------------------------------ | --------- | -------------- | -------------------- | ----- |
| 2017 | Mistrzostwa Europy juniorów    | Grosseto  | rzut dyskiem   | 2. miejsce           | 53,88 |
| 2019 | Puchar Europy w rzutach        | Šamorín   | pchnięcie kulą | 8. miejsce           | 14,53 |
| 2019 | Puchar Europy w rzutach        | Šamorín   | rzut dyskiem   | 4. miejsce           | 54,50 |
| 2019 | Młodzieżowe mistrzostwa Europy | Gävle     | rzut dyskiem   | 12. miejsce          | 48,63 |
| 2021 | Puchar Europy w rzutach        | Split     | rzut dyskiem   | 1. miejsce (grupa B) | 57,14 |
| 2022 | Puchar Europy w rzutach        | Leiria    | rzut dyskiem   | 1. miejsce (grupa B) | 57,30 |
| 2022 | Mistrzostwa Europy             | Monachium | rzut dyskiem   | el. – 23. miejsce    | 54,33 |
| 2024 | Mistrzostwa Europy             | Rzym      | rzut dyskiem   | el. – 23. miejsce    | 55,47 |